# Франц Клеффнер
Франц Клеффнер (нім. Franz Kleffner; 2 липня 1907, Альтена, Німецька імперія — 16 березня 1945, Шаркерестес, Угорщина) — офіцер військ СС, оберштурмбаннфюрер СС. Кавалер Лицарського хреста Залізного хреста.

## Біографія
Син бригадира. 15 грудня 1930 року вступив у загальні СС (посвідчення №7 939). В березні 1935 року вступив у частини посилення СС, в 3-ю роту полку СС «Німеччина». З 1 квітня 1935 по 31 січня 1938 році навчався і служив у юнкерській школі СС в Брауншвейзі. З 1 лютого 1938 року — командир 10-го взводу 1-го полку СС «Мертва голова» «Верхня Баварія», з 1 липня — командир 2-го взводу 4-му полку СС «Мертва голова» «Остмарк». З 1 липня по 1 серпня 1939 року проходив курс командира роти в піхотній школі Дебріца.
Як командир 13-ї (мотоциклетної) роти 2-го піхотного полку СС «Мертва голова» брав участь у Французькій кампанії боях на радянсько-німецькому фронті. З 12 вересня 1941 року —командир 5-ї роти мотоциклетного батальйону СС «Мертва голова», з 25 жовтня — командир батальйону. З 18 по 26 січня 1943 року проходив курс командира батальйону танкових частин у Вюнсдорфі, з 27 січня по 1 лютого — курс стрілецької підготовки у танковому училищі в Путлосі, з 1 по 28 лютого — курс командира батальйону моторизованих частин у Парижі. З 1 лютого 1943 року — командир 1-го батальйону 10-го моторизованого полку СС, з 2 вересня — командир полку. В квітня 1944 року недовго командував 22-м моторизованим полком СС. 2 червня 1944 року був заарештований за пияцтво, влаштоване 23 травня, але 7 липня звинувачення були зняті. 24 вересня 1944 року переведений у 5-й танковий полк 5-ї моторизованої дивізії СС «Вікінг». В жовтні 1944 року був призначений командиром 6-го танкового полку СС «Теодор Ейке». Загинув у бою.

## Звання
- Анвертер СС (15 грудня 1930)
- Манн СС (20 травня 1931)
- Шарфюрер СС (21 вересня 1932)
- Труппфюрер СС (24 жовтня 1932)
- Обертруппфюрер СС (8 грудня 1933)
- Гауптшарфюрер СС (15 лютого 1934)
- Унтерштурмфюрер СС (20 квітня 1935)
- Оберштурмфюрер СС (30 січня 1936)
- Гауптштурмфюрер СС (9 листопада 1936)
- Штурмбаннфюрер СС (30 січня 1942)
- Оберштурмбаннфюрер СС (9 листопада 1943)

## Нагороди
- Почесний кут старих бійців
- Знак учасника зльоту СА в Брауншвейзі 1931
- Почесна шпага рейхсфюрера СС
- Спортивний знак СА в бронзі
- Медаль «У пам'ять 13 березня 1938 року»
- Медаль «У пам'ять 1 жовтня 1938»
- Залізний хрест
  - 2-го класу (22 червня 1940)
  - 1-го класу (13 липня 1940)
- Лицарський хрест Залізного хреста (19 лютого 1942) — як штурмбаннфюрер СС і командир мотоциклетного батальйону СС «Мертва голова».
- Штурмовий піхотний знак в сріблі (12 червня 1942)
- Медаль «За зимову кампанію на Сході 1941/42»
- Нагрудний знак «За поранення» в сріблі
- Дем'янський щит